# Бриздзин
Бриздзин (пол. Bryzdzyn) — село в Польщі, у гміні Козлув Меховського повіту Малопольського воєводства.
Населення — 401 особа (2011).
У 1975-1998 роках село належало до Келецького воєводства.

## Демографія
Демографічна структура станом на 31 березня 2011 року:
|          | Загалом | Допрацездатний вік | Працездатний вік | Постпрацездатний вік |
| -------- | ------- | ------------------ | ---------------- | -------------------- |
| Чоловіки | 211     | 46                 | 139              | 26                   |
| Жінки    | 190     | 26                 | 108              | 56                   |
| Разом    | 401     | 72                 | 247              | 82                   |